# 山本彩乃
山本彩乃（日语：／ Yamamoto Ayano，1986年4月12日—），日本東京都出身的女性藝人、演員、聲優。目前隸屬於amuleto。

## 演出作品

### 日劇
- （2003年，日本電視台系） - 片岡美樹 役
- EPISODE4（2004年，東京電視台） -  役
- 怪奇大家族 第7怪（2004年，東京電視台）客串 - 天中殺子 役
- （2005年，BS-i） -  役
- 甜心戰士 THE LIVE 第1話（2007年，東京電視台）客串 - 山下奈奈 役
- （2007年，朝日電視台）客串 -  役
- （2008年，WOWOW） - 八木沼瞳 役
- 小咩的管家（2009年，富士電視台） - 火野繪里子 役
- 第8話（2010年，每日放送） -  役
- （第3話）（2010年、富士電視台ONE/TWO/NEXT） - 美樹 役

### 電視動畫
2010年
- Angel Beats!（女學生、百合的妹妹A）

2011年
- Steins;Gate（天王寺綯）

2012年
- ROBOTICS;NOTES（天王寺綯）

2013年
- 召喚惡魔Z（隔離空間的生物、路人女性）

2014年
- 鐵金剛少女Z（獸魔將軍）
- 花舞少女（梶原亞里沙）

2018年
- Steins;Gate 0（天王寺綯）
- 閃亂神樂 SHINOVI MASTER -東京妖魔篇-（四季[1]）

2019年
- YU-NO 在這世界盡頭詠唱愛的少女（女守衛）

### 電子遊戲
- [PSP] 屍體派對（冴之木七星）
- [PSV] 閃亂神樂-SHINOVI VERSUS-少女們的証明（四季）
- 菲莉絲的鍊金工房～不可思議之鍊金術士（琪爾雪·里媞爾）
- 新楓之谷（西格諾斯女皇）線上
- Fire Emblem Heroes（絲米亞、欣西亞）

## 書籍及其他作品

### 寫真集
- （2003年1月，SHINKO MUSIC） ISBN 4-401-62249-9
- （2003年8月，SHINKO MUSIC） ISBN 4-401-62254-5

### DVD
- （2002年11月）
- （2003年7月）
- （2004年10月）
- （2005年2月）
- （2006年5月）
- （2006年10月）

### 雜誌
- 《フォトテクニックデジタル》玄光社（2006年1月－2009年12月）
- 《Comptiq》角川書店（2009年8月－2010年1月）
- 《Fami通》Enterbrain（2010年6月24日－）

## 外部連結
- （日語） マウスプロモーション公式サイト：所属タレント （页面存档备份，存于），事務所網站的官方介紹頁。
- （日語） 山本彩乃 オフィシャルブログ「乙女チック☆プチデビル」Powered by Ameba （页面存档备份，存于），網誌。
- 山本彩乃的X（前Twitter）

1. ↑  . 電視動畫「閃亂神樂 SHINOVI MASTER -東京妖魔篇-」官方網站.   [2018-08-03]. （原始内容存档于2018-10-09）.